# Hall (Ausztráliai fővárosi terület)
Hall az ausztrál főváros, Canberra egyik elővárosa. A 2006-os népszámlálás alapján 338 fő lakik itt. (2006 census) Hall városát a földbirtokos Henry Hall-ról nevezték el. 1911-ben Hall az Új-Dél-Wales-szel szomszédos részét a területnek elhatárolta az Ausztrál fővárosi terület számára. Habár Hall városa rendkívül hasonló a közeli Tharwához, mégis úgy tekinthetünk rá, mint a főváros egyik külső külvárosa. 
1954-ben nevezték el a főutcát Barton Highway-nek, amely amúgy is a fő közlekedési úthálózat a várost keresztező útját képezte. 1980-ban a helyiek az út mentén tüntettek azért hogy a város mellett kiépüljön az elkerülő útszakasz. A városkában három történelmi templom van, valamint a Hall Primary School.

## Földrajza

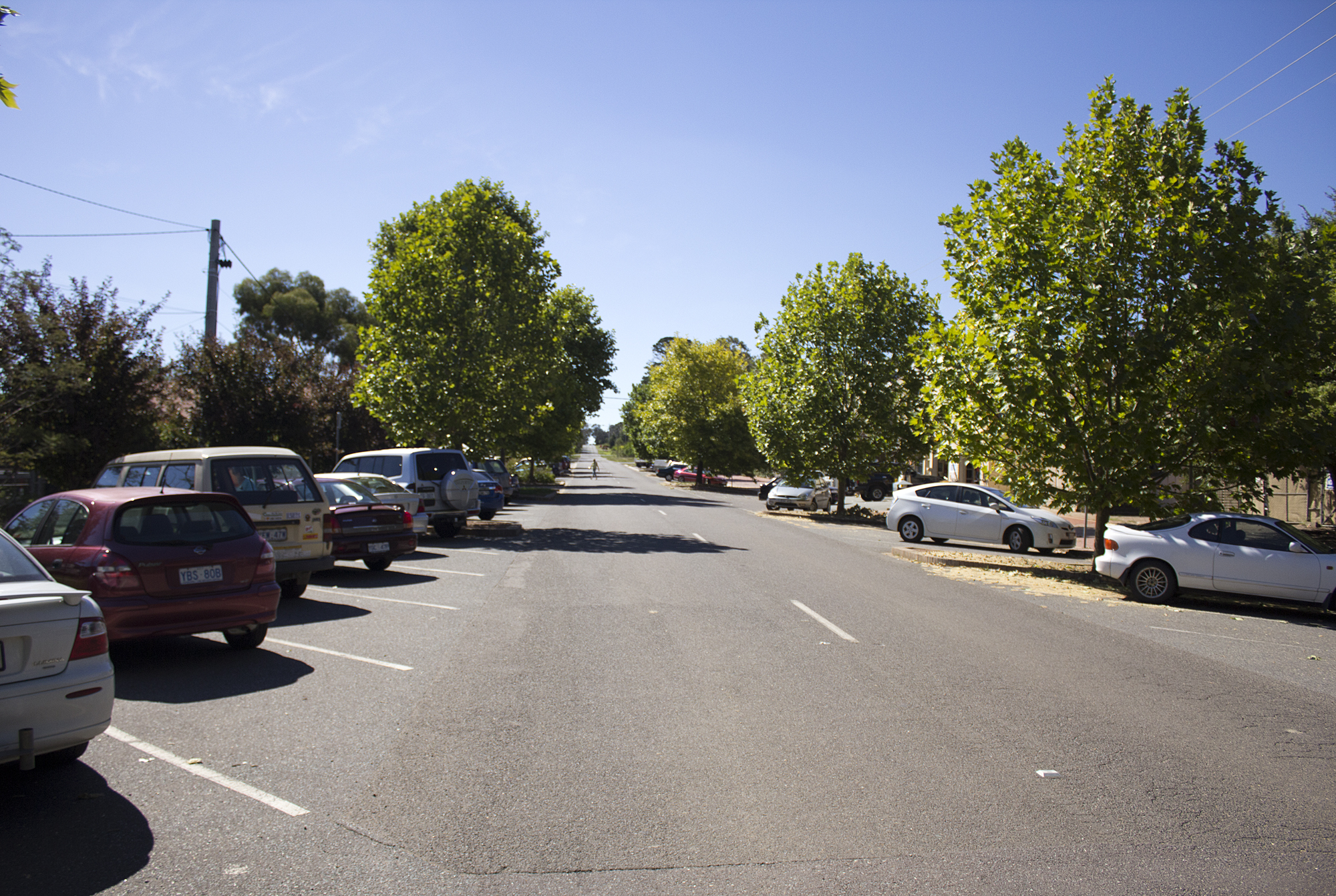
Victoria Street

Hall területén a szilur időszakból származó vulkanikus képződményeket találunk.

## Fordítás
Ez a szócikk részben vagy egészben  a   Hall, Australian Capital Territory című angol Wikipédia-szócikk ezen változatának fordításán alapul.  Az eredeti cikk szerkesztőit annak laptörténete sorolja fel. Ez a jelzés csupán a megfogalmazás eredetét és a szerzői jogokat jelzi, nem szolgál a cikkben szereplő információk forrásmegjelöléseként.

## Külső hivatkozások
- Honlap (angolul)